# INTBAU
INTBAU (acronimo di International Network for Traditional Building, Architecture & Urbanism) è un'organizzazione internazionale nata nel 2001. Si dedica al "mantenimento e supporto degli edifici tradizionali e dei caratteri locali oltre alla creazione di luoghi migliori in cui vivere".
L'organizzazione è patrocinata dal Principe del Galles.

## Membri onorari
- Léon Krier
- Rob Krier
- Nikos Salingaros
- Paolo Marconi
- David Watkin
- Pier Carlo Bontempi